# Pall-mall

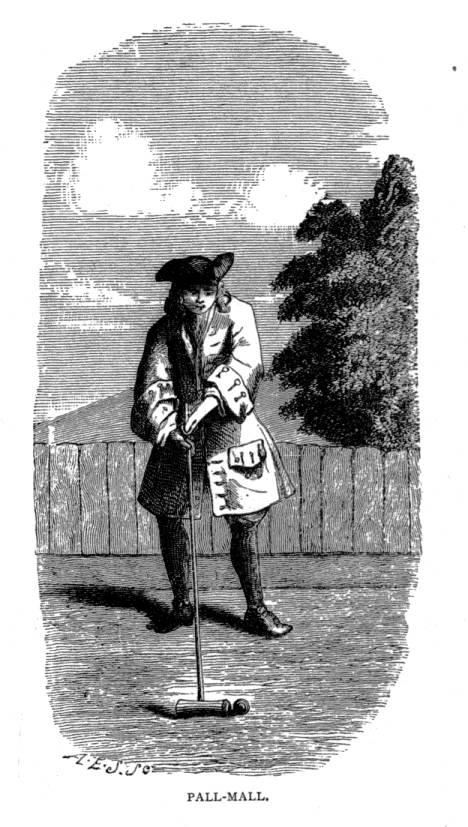
Pall-mall illusztrációja az 1891-ben megjelent Old English Sports, Pastimes and Customs című kiadványból

A pall-mall, más névváltozataiban paille-maille, palle-maille, pell-mell vagy palle-malle egy középkori eredetű kültéri labdajáték, amit leginkább a 16. és a 17. században játszottak; a későbbi krokett elődjének is tekinthető.

## Története
Hasonlóan a trucco nevű olasz játékhoz, a pall-mall is egy korai újkori változata a jeu de mail nevű francia tekejátéknak. Neve közvetlenül az olasz pallamaglio kifejezésből származik, amely szó szerint kalapács-labdát jelent, és amelynek szavai a labda jelentésű latin palla és a hasítókalapácsot, sulykot jelentő malleus szavakból erednek. Az elnevezés, egyes magyarázói szerint az egyik francia nyelvjárás pale-mail kifejezéséből eredhet, amely "szalma-fakalapácsot" jelent, és eszerint arra utalna, hogy a játékhoz használt kapukat szalmából fonták, az ütő pedig a fakalapács formájából alakult ki.
Anglia első ismert pall-mall játékterét 1630 körül létesítette egy John Bonnealle nevű, francia származású férfi a londoni St. James's Square déli részén, amely a St. James’s Park nevet kapta. Bonnealle rövid időn belül bekövetkezett halála után David Mallard (vagy Mallock) királyi csizmadia egy házat épített ezen a területen, ám 1632-ben annak lebontására kötelezték. Ezt követően nyilvánvalóan újraalakították a játékteret, mert 1635-ből már arról maradt fent adat, hogy Archibald Lumsden támogatást kapott a játéktér felszerelésének beszerzéséhez. Lumsden pall-mall játékterét egy 1660-ban kelt okirat is említi. Samuel Pepys a naplójának egy 1661-es bejegyzésében említi a St. James's parki játékteret, ahol látta a yorki herceget „Pelemele” játékot űzni, hozzátéve, hogy ekkor találkozott először ezzel a sporttal.
A játékot egyébként már 1611-ből említi egy francia-angol lexikon, de ez önmagában nem igazolja, hogy már abban az időben is űzték volna az Egyesült Királyságban. Az akkori leírás egy hosszú, allé-szerű játékteret említ, melynek mindkét végén vasból lévő kapuk állnak - ez meglehetősen egybevág azzal, amilyen leírások Londonból maradtak fent a játékról, bő két évtizeddel későbbről. Ugyanezt a leírást két évszázaddal később, 1810-ben Joseph Strutt antikvárius is idézi egy művében, egyúttal arra utalva, hogy a játék annak idején az uralkodónak, II. Károlynak is a kedvelt időtöltései közé tartozott. A 19. század elején a játék még ismert volt, amiről több lexikonbeli említése vagy leírása tanúskodik.

## Játékmenet
A játékot egy allé-szerű területen játszották, melynek végén egy vasból készült "kapu" volt a föld fölé függesztve. A cél az volt, hogy a játékos egy bukszusfából készült golyót juttasson el az allé egyik végétől a másikig, fakalapács-szerű ütővel leadott, a lehető legkisebb számú ütéssel, oly módon, hogy az végül áthalad a kapun is. A játékhoz eredetileg használt golyó körmérete pontosan nem ismert; számos forrás sugallja azt, hogy az átmérője mintegy 12 hüvelyk (kb. 30 centiméter) volt, ez azonban kizárható, mert egy ekkora golyó sokkalta nehezebb annál, hogysem egy kis fakalapáccsal célba lehessen juttatni a pall-mall játéktéren. A fennmaradt képi ábrázolások és egyéb adatok azt valószínűsítik, hogy a golyó átmérője nagyjából 7 centiméteres, vagy annál egy kicsit nagyobb volt. [A modern krokettjátékban használt golyó átmérője 3 és 5/8 hüvelyk, vagyis körülbelül 11,4 cm] Az olasz truccótól elsősorban a jóval hosszabb játékterével tért el, ami miatt közelebbi rokonságot mutat a golffal, mint más tekejátékokkal.
A pall-mall népszerű volt Olaszországban, Franciaországban és az Egyesült Királyságban, ahonnan szétterjedt Nyugat-Európa néhány más részére is, a 16. századtól. A kifejezés nemcsak a játékot magát jelentette, de használták az ütőre és a játéktérre is. Számos városban ismertek olyan hosszú utak, fasorok vagy sétányok, amelyek egykori pall-mall játékterekből alakultak ki. Londonban több ilyen is van, egy részük, mint a Pall Mall és a Mall a nevében is utal az eredetére, de Hamburgban (Palmaille), Párizsban (Rue du Mail), Genfben (Avenue du Mail) és Utrechtben (Maliebaan) is vannak ilyen eredetet őrző közterületek. Miután a játék kiment a divatból, néhány ilyen játéktér piactérré alakult át — ebből ered a bevásárlóközpontokra Észak-Amerikában használatos shopping mall kifejezés is.

## Fordítás
Ez a szócikk részben vagy egészben  a   Pall-mall című angol Wikipédia-szócikk fordításán alapul.  Az eredeti cikk szerkesztőit annak laptörténete sorolja fel. Ez a jelzés csupán a megfogalmazás eredetét és a szerzői jogokat jelzi, nem szolgál a cikkben szereplő információk forrásmegjelöléseként.